# سارا (بازیگر)
سارا رفیعه مهام با نام هنری سارا (زاده ۱۳۱۹ تبریز)، بازیگر سینمای اهل ایران است.

## زندگی‌نامه
رفیعه مهام، در سال ۱۳۱۹ در تبریز به دنیا آمد و تا مقطع ابتدایی به تحصیلات خود ادامه داد.
او ابتدا در سال ۱۳۴۱ در فیلمهای تبلیغاتی ظاهر شد و پس از آن در سال ۱۳۴۴ با بازی در فیلم زمزمه محبت فعالیت خود را در سینما آغاز کرد.

## فیلمشناسی
- بیدار در شهر (۱۳۵۵)
- کلک نزن خوشگله (۱۳۵۵)
- مردی در آتش (۱۳۵۵)
- خانوم خانوما (۱۳۵۱)
- دنیا مال منه (۱۳۵۰)
- رضا چلچله (۱۳۵۰)
- شب عروسی (۱۳۵۰)
- آفتاب مهتاب (۱۳۴۹)
- آینه زمان (۱۳۴۹)
- کمربند زرین (۱۳۴۹)
- پسران قارون (۱۳۴۸)
- عشق آفرین (۱۳۴۸)
- گناه مادر (۱۳۴۸)
- به امید دیدار (۱۳۴۷)
- پلی بسوی بهشت (۱۳۴۷)
- پنجه آهنین (۱۳۴۷)
- ریکاردو (۱۳۴۷)
- شاهراه زندگی (۱۳۴۷)
- سه جوانمرد (۱۳۴۶)
- گذشت بزرگ (۱۳۴۶)
- بیست سال انتظار (۱۳۴۵)
- مرد نامرئی (۱۳۴۵)
- جلاد (۱۳۴۴)
- سه تا بزن‌بهادر (۱۳۴۴)
- سه کارآگاه خصوصی (۱۳۴۴)
- زمزمه محبت (۱۳۴۴)